# Martina Schröter
Pour les articles homonymes, voir Schröter.
Martina Schröter, née le 16 novembre 1960 à Weimar, est une rameuse d'aviron est-allemande. 

## Carrière
Martina Schröter est médaillée de bronze olympique de skiff en 1980 à Moscou. Elle remporte la finale olympique de deux de couple en 1988 à Séoul avec Birgit Peter. 
Aux Championnats du monde d'aviron, elle remporte deux médailles d'or en deux de couple en 1983 et en 1985 et deux médailles d'argent en skiff en 1979 et en 1987.